# یواس‌اس کوکا (۱۸۶۵)
یواس‌اس کوکا (۱۸۶۵) (به انگلیسی: USS Koka (1865)) یک کشتی بود که طول آن ۲۲۵ فوت (۶۹ متر) بود. این کشتی در سال ۱۸۶۵ ساخته شد.